# Christoph Greiff
Christoph Greiff (* 4. Juli 1947 in Eickelborn; † 11. Februar 2007 in Lampertheim) war ein deutscher Politiker (CDU) und Abgeordneter des Hessischen Landtags.

## Ausbildung und Beruf
Nach dem Abitur studierte Greiff Sozialwissenschaften, Theologie und Religionspädagogik in Darmstadt, Mainz, Frankfurt am Main und Düsseldorf. Nach den beiden Staatsexamen lehrte er 1970 bis 1976 an der Fachoberschule in Lampertheim.
Christoph Greiff war verheiratet und Vater eines Kindes.

## Politik
1971 wurde Greiff Mitglied der CDU und war 1972 bis 1975 stellvertretender Vorsitzender der CDU Lampertheim, ab 1972 Mitglied im Kreisvorstand und später Vorsitzender der CDU Bergstraße. Ab 1986 war er auch Mitglied im Landesvorstand seiner Partei.
Kommunalpolitisch war Greiff ab 1972 als Stadtverordneter in Lampertheim aktiv und führte dort die CDU-Fraktion ab 1976. Weiterhin war Greiff Mitglied des Bergsträßer Kreistages.
Von 1976 bis 1995 war Greiff Mitglied des Hessischen Landtags. Dort gehörte er dem Ältestenrat, dem Innenausschuss und dem sozialpolitischen Ausschuss an. Außerdem war er stellvertretender Vorsitzender des Petitionsausschusses. Ab 1980 saß er im Vorstand der CDU-Landtagsfraktion. Nach sechs Wahlperioden schied er am 4. April 1995 aus dem Parlament aus.

## Ehrungen
Christoph Greiff wurde 1990 mit dem Bundesverdienstkreuz am Bande geehrt.